# Abarat - Assoluta mezzanotte
Abarat - Assoluta mezzanotte (Abarat: Absolute Midnight) è un romanzo fantasy del 2011 di Clive Barker. È il terzo libro della pentalogia di Abarat. È stato pubblicato il 27 settembre 2011 dalla casa editrice HarperCollins. In Italia è stato distribuito a partire dal 21 novembre 2013.

## Trama
Questo libro della pentalogia racconta la storia di Candy Quackenbush che inizia visitando la Laguna Munn per chiedere alla strega di rimuovere dal suo corpo la Principessa Boa. Candy viaggia da un'isola all'altra grazie al suo Abarat insieme al suo gruppo di amici: i fratelli John, il prigioniero in fuga "Malingo the Geshrat" ed altri personaggi. Presto incontreranno un problema, in quanto la malvagia Mater Motley vuole conquistare le altre isole, quest'ultimo (chi?!?) innamorato della protagonista.

## Recensioni
Il libro è stato recensito da vari quotidiani, riviste, siti internet e blog. Tra cui è stato recensito da Los Angeles Times, dalla rivista Starburst ed altre. È entrato nella Los Angeles Times Bestseller il 27 novembre 2011 nella posizione numero 14, in seguito è sceso alla numero 21.. Ha ricevuto una buona accoglienza su Google Libri

## Edizioni
- Clive Barker, Abarat: Absolute Midnight, HarperCollins, 2011, 592 pagine.
- Clive Barker, Abarat: Assoluta Mezzanotte, traduzione di Beatrice Masini, Rizzoli, 2013, pp. 572, ISBN 8817070602